# Vanessa Ragone
Vanessa Ragone (Santo Tomé, provincia de Santa Fe, 8 de marzo de 1967) es una productora y directora argentina de cine y televisión. Es Presidenta de la Cámara Argentina de la Industria Cinematográfica. Entre sus principales trabajos se encuentra la película El secreto de sus ojos, ganadora del premio Óscar a la mejor película en habla no inglesa (Foreign Language Film) en 2010, de la que fue productora ejecutiva.

## Biografía
En 2000 obtuvo el título de realizadora en el Centro de Experimentación y Realización Cinematográfica (CERC), actual Escuela Nacional de Experimentación y Realización Cinematográfica (ENERC) dependiente del Instituto Nacional de Cine y Artes Audiovisuales de la Argentina (INCAA).

### Realizadora
En 1993 ganó el Primer Concurso Nacional de Cortometrajes (Historias Breves 0-INCAA) para la realización de la película Vértigos, o contemplación de algo que cae, centrada en la figura y la obra de la poeta Alejandra Pizarnik y codirigida con Mariela Yeregui. Entre 1993 y 1995 fue realizadora del ciclo televisivo Historias de la Argentina Secreta. Fue asimismo productora y realizadora de los documentales participativos en comunidades aborígenes Ayvu Porá, las bellas palabras (1997), Ayllus, el pueblo (1999), Candabare, fiesta del verano tardío (2001) y Pilcomayo, encuentros posibles (2003). Posteriormente dirigió el documental-ensayo Un tal Ragone, deconstruyendo a pa  (2002), Los 100 días que no conmovieron al mundo (2008, sobre el Tribunal Penal Internacional para Ruanda) y Ezeiza (2005, vídeo de danza documental filmado en la cárcel de mujeres de Ezeiza, provincia de Buenos Aires, codirigido con la coréografa Andrea Servera).
Fue directora de producción de las películas Jaime de Nevares, último viaje (1995) y Tinta roja (1996), ambas dirigidas por Carmen Guarini y Marcelo Céspedes, y Che, ¿muerte de la utopía? (1997), realizada por el santafesino Fernando Birri; todas producidas por Cine Ojo. También se desempeñó como jefa de locaciones de numerosos films, entre ellos Buenos Aires viceversa (1996), de Alejandro Agresti, y Esa maldita costilla (1999), de Juan José Jusid.

### Productora
En 1997 Ragone creó la empresa Zona Audiovisual, y a partir de entonces inició su actividad como productora. En 2006 fundó la compañía Haddock Films, dedicada a la producción y realización cinematográfica, televisión, publicidad y contenidos audiovisuales, al frente de la cual ha producido o coproducido más de quince largometrajes, dirigidos y actuados por figuras de renombre local e internacional.
El de mayor repercusión ha sido El secreto de sus ojos (2009), dirigido por Juan José Campanella y basado en la novela La pregunta de sus ojos de Eduardo Sacheri, que obtuvo el Óscar a la mejor película en habla no inglesa en 2010, además de otros numerosos premios y reconocimientos, entre ellos el Premio Goya a la mejor película hispanoamericana y a la mejor actriz revelación.
Produjo también las películas Hermanas (2005), de Julia Solomonoff; Los muertos (2005), de Lisandro Alonso; M (2007), de Nicolás Prividera; Todos tenemos un plan (2011), de Ana Piterbarg; Eva no duerme (2015), de Pablo Agüero; El último traje (2016), de Pablo Solarz; La novia del desierto (2017), de Valeria Pivato y Cecilia Atán, y La noche de 12 años (2018), de Álvaro Brechner. Entre los films que fueron adaptaciones de textos literarios cabe destacar asimismo las películas Las viudas de los jueves (2009, director Marcelo Piñeyro) y Betibú (2013, director Miguel Cohan), ambas basadas en novelas de la escritora argentina Claudia Piñeiro. También La noche de 12 años tuvo como origen un libro, Memorias del calabozo, escrito por los uruguayos Mauricio Rosencof y Eleuterio Fernández Huidobro, cuyo director fue reconocido con el Premio Goya al mejor guion adaptado en 2019.
En 2021 recibió el Premio Cóndor de la Asociación Argentina de Cronistas Cinematográficos por la serie documental "Carmel, quién mató a María Marta".
Ragone es colaboradora del Fondo Mixto de Promoción Cinematográfica Proimágenes Colombia, para el seguimiento de los largometrajes ganadores del Estímulo Integral de Cine. En dicha actividad ha sido asesora de producción del largometraje Pájaros de verano (2016), de Ciro Guerra y Cristina Gallego.
Durante 2014 y 2015 fue directora ejecutiva de la señal televisiva INCAA TV (actual CINE.AR), el canal del Instituto Nacional de Cine y Artes Audiovisuales de la Argentina (INCAA).

### Carrera docente
En el ámbito académico, se ha desempeñado como docente de grado y posgrado en distintas instituciones educativas, como el Centro de Investigación Cinematográfica, y la Fundación Universidad del Cine.
En la Escuela Nacional de Experimentación  y Realización Cinematográfica (ENERC), es miembro del Consejo Académico, docente de la materia Realización documental (2000-actual) y coordinadora docente de las cátedras de Cine Documental (2012-actual). Además, integra el cuerpo de profesores del posgrado El documental audiovisual. Narrar y representar lo real que se dicta en la Facultad de Arquitectura, Diseño y Urbanismo (FADU) de la Universidad de Buenos Aires (UBA) (2016-actual).
Entre 2007 y 2014 fue docente invitada en la Escuela Internacional de Cine y Televisión de San Antonio de los Baños, Cuba.

### Membresías
Es miembro de la Academia de las Artes y Ciencias Cinematográficas de la Argentina y de la asociación Directores Argentinos Cinematográficos (DAC).

## Filmografía

### Como productora, productora ejecutiva, coproductora

#### Cine
- 2005: Hermanas, largometraje, de Julia Solomonoff
- 2005: Los muertos, largometraje, de Lisandro Alonso
- 2005: Si sos brujo. Una historia de tango, documental, de Caroline Neal
- 2006: Cara de queso, largometraje, de Ariel Winograd
- 2006: Ciudad en celo, largometraje, de Hernán Gaffet
- 2007: M, documental, de Nicolás Prividera
- 2008: Regresados, largometraje, de Cristian Bernard y Flavio Nardini
- 2008: Que parezca un accidente, largometraje, de Gerardo Herrero
- 2008: Paisito, largometraje, de Ana Díez
- 2009: El corredor nocturno, largometraje, de Gerardo Herrero
- 2009: Las viudas de los jueves, largometraje, de Marcelo Piñeyro
- 2009: El secreto de sus ojos, largometraje, de Juan José Campanella
- 2010: Sin retorno, largometraje, de Miguel Cohan
- 2011: Todos tenemos un plan, largometraje, de Ana Piterbarg
- 2011: El campo, largometraje, de Hernán Belón
- 2012: Tesis sobre un homicidio, largometraje, de Hernán Goldfrid
- 2013: Betibú, largometraje, de Miguel Cohan
- 2013: Choele, largometraje, de Juan Sasiaín
- 2014: Salgán y Salgán, documental, de Caroline Neal
- 2014: Las insoladas, largometraje, de Gustavo Taretto
- 2015: Eva no duerme, largometraje, de Pablo Agüero
- 2016: Fuga de la Patagonia, largometraje, de Francisco D’Eufemia y Javier Zevallos
- 2016: Al final del túnel, largometraje, de Rodrigo Grande
- 2016: El último traje, largometraje, de Pablo Solarz
- 2017: La novia del desierto, largometraje, de Valeria Pivato y Cecilia Atán
- 2018: Román, largometraje, de Majo Staffolani
- 2018: Las hijas del fuego, largometraje, de Albertina Carri
- 2018: Happy Hour, largometraje, de Eduardo Albergaria
- 2018: La noche de 12 años, largometraje, de Álvaro Brechner
- 2019: Matar a un muerto, largometraje, de Hugo Giménez
- 2020: Crónica de una tormenta", largometraje, de Mariana Barassi

#### Televisión
- 2011: Organ&Co, miniserie, 13 capítulos
- 2012: Boyando, miniserie, 13 capítulos
- 2014: En viaje, miniserie, 13 capítulos
- 2019: Impriman la leyenda, miniserie 6 capítulos
- 2020: Carmel. Quién mató a María Marta?, miniserie documental Original de Netflix, 4 capítulos
- 2021: Bitácoras', miniserie documental Original de CONT.AR, 5 capítulos
- 2021: Archivo de la Memoria Trans', miniserie documental, 4 capítulos. Canal Encuentro

### Como realizadora
- 1993-1995: Historias de la Argentina secreta, programa documental para televisión
- 1993: Vértigos, o contemplación de algo que cae, documental
- 1997: Ayvu Porá, las bellas palabras, documental
- 1998: Tributo a Borges, documental
- 1999: Ayllus, el pueblo, documental
- 2000: Libruras, serie educativa para televisión
- 2001: Candabare, fiesta del verano tardío, documental
- 2002: Un tal Ragone, deconstruyendo a pa, documental
- 2003: Pilcomayo, encuentros posibles, documental
- 2003: Identidades al sur, documental para televisión
- 2005: Ezeiza, documental
- 2008: Los 100 días que no conmovieron al mundo, documental

## Premios y distinciones
- 1993: Beca para la creación artística del Fondo Nacional de las Artes, por el proyecto Ayvu Porá, las bellas palabras.
- 1993: Premio Primer Concurso Nacional de Cortometrajes (Historias Breves 0-INCAA) para la realización de la película Vértigos, o contemplación de algo que cae.[32]
- 1994: Fondo de Población de la UNESCO, Proyectos Latinoamericanos, Quito, Ecuador.
- 1995: Tercer Premio Concurso Nacional de Cortometrajes, Secretaría de Cultura de la Nación, por Vértigos, o contemplación de algo que cae.
- 1995: Premio Reconocimiento a una Actitud en la Vida Alicia Moreau de Justo, Mujer del año, Fundación Reconocimiento Alicia Moreau de Justo.
- 1997-1998: Subsidio a la creación artística, Fundación Antorchas.[33]
- 2001: Beca para la creación artística por el proyecto documental Un tal Ragone, deconstruyendo a pa, Fondo Nacional de las Artes.
- 2012: Distinguida por la Cámara de Senadores de la Provincia de Santa Fe por su desempeño profesional.[34]
- 2021: Premio Konex, Por su trayectoria en Producción desde 2011 hasta 2020.
- 2022: Premio Cóndor de Plata,Distinción "María Luisa Bemberg" Por su trayectoria en la actividad cinematográfica.